# 1903 год в театре
1903 год в театре

## Знаменательные события
В Санкт-Петербурге начала выходить еженедельная театрально-литературная газета «Петербургский дневник театрала».

## Персоналии

### Родились
- 18 февраля — Николай Николаевич Бубнов, советский актёр, заслуженный артист РСФСР (1946).
- 20 февраля — Валентина Константиновна Соболева, советская театральная актриса, заслуженная артистка РСФСР.
- 16 марта — Жюль Казабан, румынский актёр театра и кино, драматург и режиссёр. Народный артист Румынии. Лауреат Государственной премии Румынии.
- 17 июня — Михаил Светлов, советский поэт, автор «Гренады» и «Каховки», лирической пьесы «Двадцать лет спустя».
- 27 июля — Николай Константинович Черкасов, советский актёр театра и кино, народный артист СССР.
- 6 августа — Борис Викторович Платонов, советский актёр театра и кино, народный артист СССР.
- 27 августа — Наталья Сац, детский театральный режиссёр.
- 26 сентября — Дмитрий Алексеевич Орлов, советский актёр театра и кино, режиссёр, театральный педагог, народный артист Белорусской ССР.
- 3 октября — Антоний Марцельевич Ходурский, советский актёр театра и кино, народный артист РСФСР.
- 11 ноября — Александр Константинович Ильинский, советский актёр театра и кино, народный артист СССР.
- 6 [19] ноября 1903 — Асаф Михайлович Мессерер, российский советский артист балета, балетмейстер, педагог.
- 1 декабря — Михаил Иванович Царёв, советский актёр театра и кино, народный артист СССР (1949).
- 12 декабря — Борис Юрьевич Оленин, советский актёр театра и кино, народный артист РСФСР.

### Скончались
- Луи Арсен Делоне, французский актёр.